# Saturio González Salas
Saturio González Salas (Castrillo de la Reina, provincia de Burgos, 1875 - Santo Domingo de Silos, 1958) fue un paleontólogo, arqueólogo, etnógrafo y monje benedictino español. Profesó en Silos en 1896 y recibió su formación humanística y religiosa en la misma abadía benedictina de Santo Domingo de Silos. Fue director del Museo de Silos y excavó principalmente cuevas de los partidos de Salas de los Infantes, Lerma y Burgos.
En 1912 excavó en compañía del benedictino francés Henri Breuil.
Ejerció de boticario del monasterio de Silos.

## Obras
- Consejos agrícolas: horticultura. Salas de los Infantes: Editorial Viuda e hijos de Felipe Abajo, 1921
- Higiene y medicina popular. Madrid, 1930.
- El Castro de Yecla, en Santo Domingo de Silos (Burgos). Informe y Memorias n.º 7 (1945)[6]
- Estudio sobre la indumentaria serrana del partido de Salas de los Infantes (Burgos). Actas y Memorias de la Sociedad Española de Antropología, Etnografía y Prehistoria, n.º 22 (1947), p. 53-58.
- «Lerma (Burgos): Solarana». Noticiario de Arqueología Hispánica, 1955, 73-79 pág.